# های‌وود ریور
های‌وود ریور (به انگلیسی: Highwood River) رودخانه‌ای است که در کانادا جریان دارد.